# 戴維·沙爾基
戴維·沙爾基（德語：Davie Selke；1995年1月20日—）是一名德国足球员，司职前锋。 現效力於德乙球队汉堡。他亦是德乙史上转会费最高球员。